# Wenas
Wenas az Amerikai Egyesült Államok északnyugati részén, Washington állam Yakima megyéjében, Wapato és Toppenish között elhelyezkedő önkormányzat nélküli település.
A Wenas-tó mellett létrejött település a korabeli térképeken „Wenass” néven szerepelt; az indiánok nyelvén a kifejezés jelentése „utolsó táborhely”.

## Fordítás
Ez a szócikk részben vagy egészben  a   Wenas, Washington című angol Wikipédia-szócikk ezen változatának fordításán alapul.  Az eredeti cikk szerkesztőit annak laptörténete sorolja fel. Ez a jelzés csupán a megfogalmazás eredetét és a szerzői jogokat jelzi, nem szolgál a cikkben szereplő információk forrásmegjelöléseként.